# Peach Springs
Peach Springs is een plaats (census-designated place) in de Amerikaanse staat Arizona, en valt bestuurlijk gezien onder Mohave County.

## Demografie
Bij de volkstelling in 2000 werd het aantal inwoners vastgesteld op 600.

## Geografie
Volgens het United States Census Bureau beslaat de plaats een oppervlakte van
17,8 km², geheel bestaande uit land.

## Plaatsen in de nabije omgeving
De onderstaande figuur toont nabijgelegen plaatsen in een straal van 80 km rond Peach Springs.